# Hölle 1, 2 (Quedlinburg)

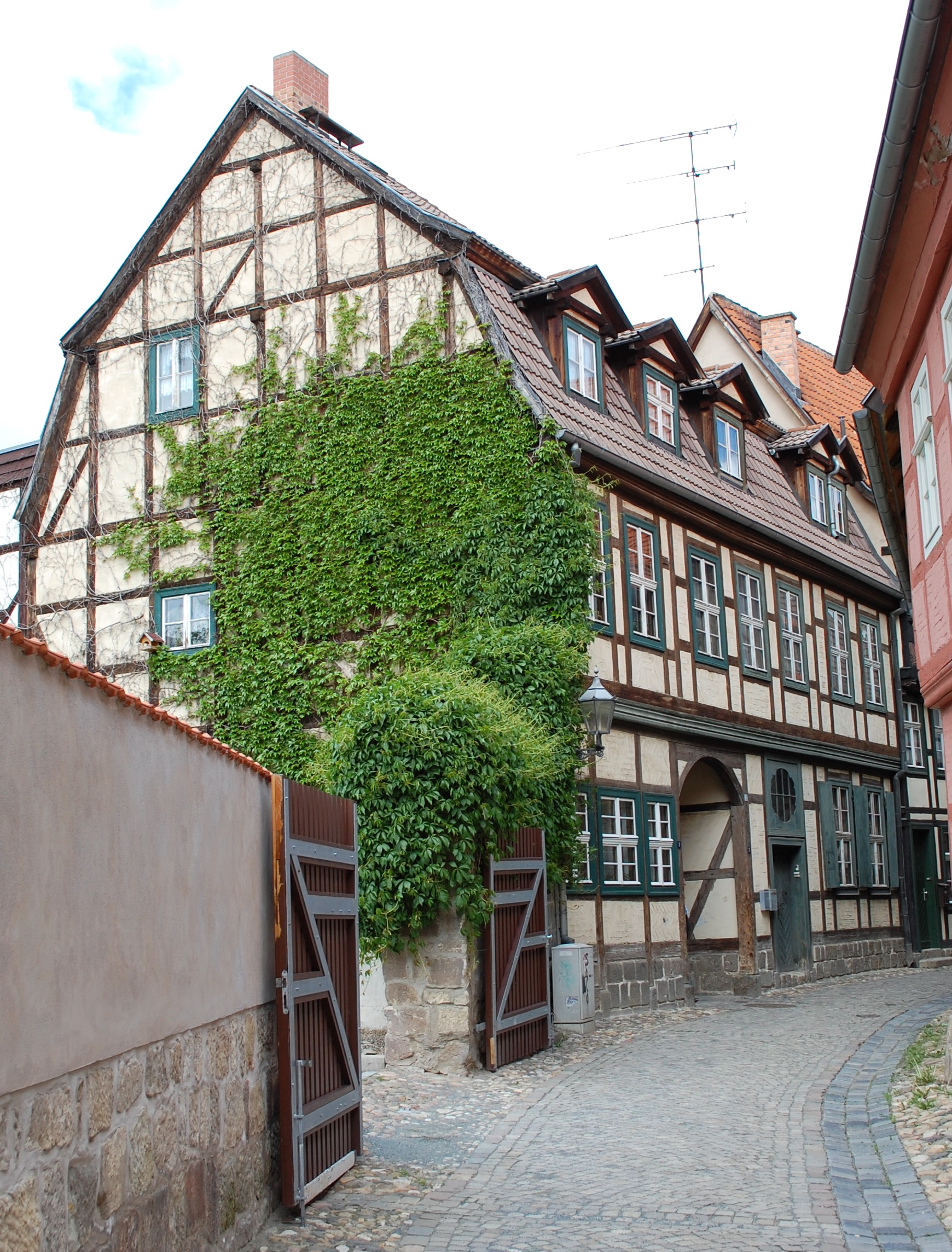
Blick auf den Südgiebel

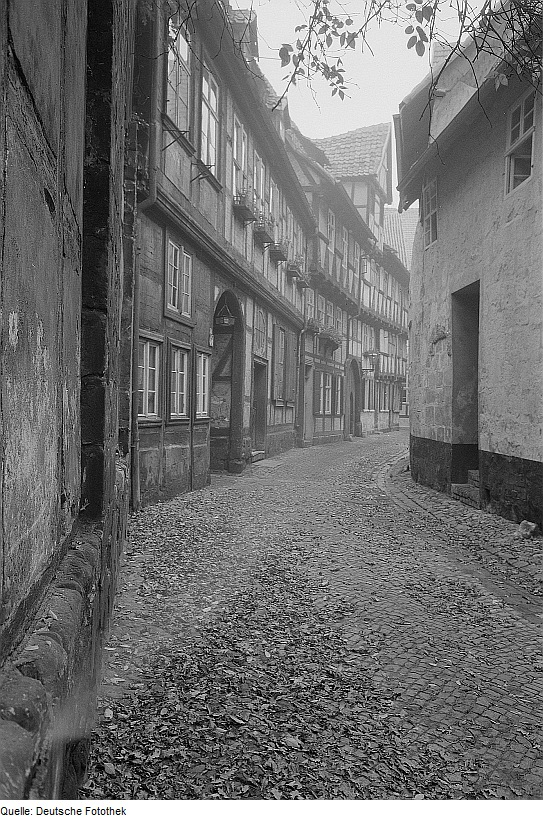
Historischer Blick von Süden auf Hölle 1 und 2

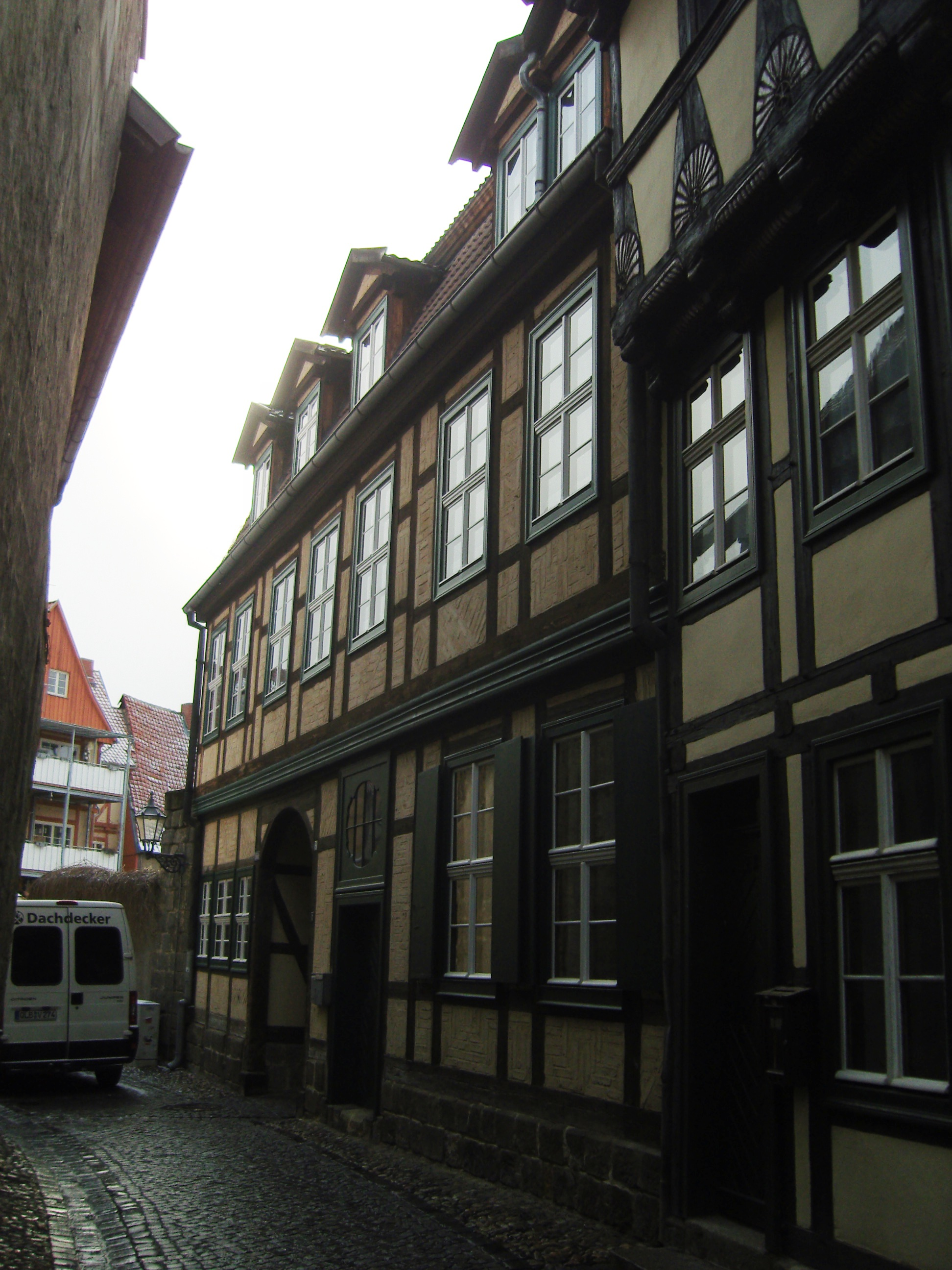
Hölle 1

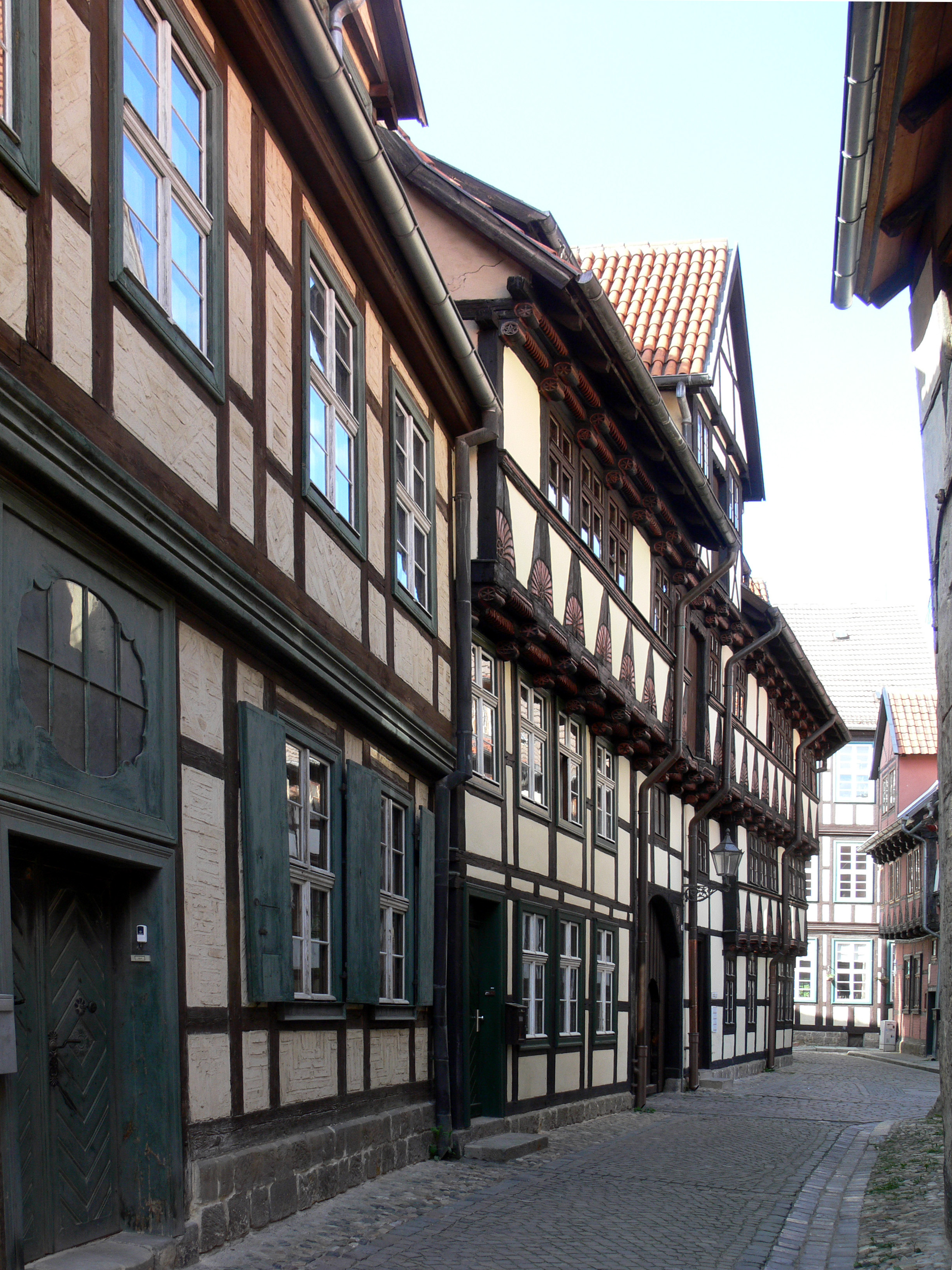
Links Hölle 1, rechts Hölle 2

Das Haus Hölle 1, 2 ist ein denkmalgeschütztes Gebäude in der Stadt Quedlinburg in Sachsen-Anhalt.

## Lage
Es befindet sich im Stadtgebiet westlich des Marktplatzes in der historischen Quedlinburger Altstadt und gehört zum UNESCO-Weltkulturerbe. Im Gebäude befindet sich der Durchgang zum Schuhhof, durch den man zum Markt gelangt.

## Architektur und Geschichte
Das Anwesen ist im Quedlinburger Denkmalverzeichnis als Wohnhaus eingetragen. Das zweigeschossige, barocke Fachwerkhaus entstand nach einer am Torbogen befindlichen Inschrift im Jahr 1791. Die Gefache des Fachwerks sind mit Zierausmauerungen versehen, die im Jahr 1981 nach historischem Vorbild erneuert wurden. Die Instandsetzung des Gebäudes erfolgte bis 1982 gemeinsam mit dem benachbarten Alten Klopstock. Bedeckt ist das Gebäude mit einem Mansarddach. Bemerkenswert ist die mit einem Oberlicht versehene Haustür des Gebäudes.